# Cristiano VII da Dinamarca
Cristiano VII (Copenhague, 29 de janeiro de 1749 – Rendsburg, 13 de março de 1808) foi o Rei da Dinamarca e Noruega de 1766 até sua morte. Era filho de Frederico V e sua primeira esposa Luísa da Grã-Bretanha.
O reinado de Cristiano foi marcado por um transtorno mental que afetava suas decisões, e durante a maior parte de seu reinado ele foi rei apenas nominalmente. Seus conselheiros divergiam em quem vencia as lutas pelo poder. Ele ficou sob a influência de seu médico particular Johann Friedrich Struensee no final da década de 1760. Struensee foi regente entre 1770 e 1772, apresentando reformas progressistas transformadas em lei por Cristiano. O médico foi deposto e o reino passou a ser governado pela madrasta do rei, Juliana Maria de Brunsvique-Volfembutel, seu meio-irmão Frederico e o político Ove Høegh-Guldberg.
De 14 de abril de 1784 até sua morte em 1808, seu filho Frederico atuou extraoficialmente como regente. A regência foi marcada por reformas agrícolas e liberais, porém também viu o começo dos desastres das Guerras Napoleônicas.

## Juventude

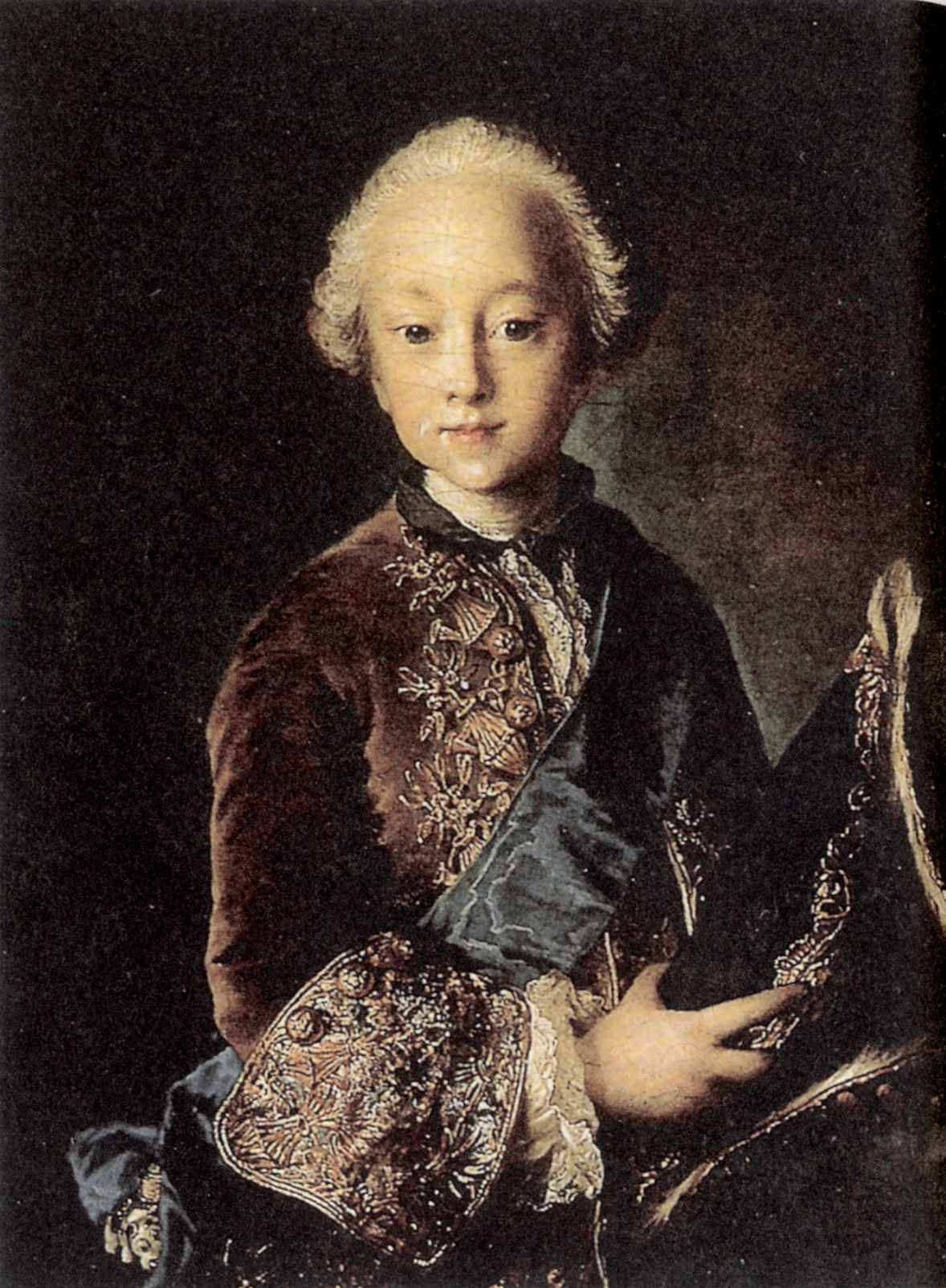
Cristiano, quando príncipe-herdeiro.

Em 1747 a Dinamarca se deparou com a morte do herdeiro do trono, também chamado Cristiano, que morreu com apenas dois anos de idade, um mês anterior ao seu terceiro aniversario, portanto, grandes expectativas foram formadas em torno do anúncio do nascimento de um possível herdeiro varão em 1749. Durante as comemorações na corte celebrando o nascimento do novo príncipe-herdeiro, foi apresentada a composição de Christoph Willibald Gluck, "La Contesa dei Numi" (a contenção dos deuses), Gluck que foi maestro da ópera da corte, entre os anos de 1748-1749, compôs a cena, onde os deuses do Olimpo se reuniam às margens do Grande Belt e discutiam quem, em particular, deveria proteger o novo príncipe.
Sua mãe, a rainha Luisa morreu aos 27 anos de idade, em 1751, dois anos após seu nascimento. No ano seguinte, seu pai casou-se com a duquesa Juliana-Maria de Brunsvique-Wolfenbüttel.
A educação do futuro rei foi confiada ao conselheiro de estado o Conde Christian Ditlev Frederik Reventlow (1712-1783), cujos métodos de ensino, ofensas e agressões disciplinarias, não eram adequadas a frágil disposição e saúde do jovem príncipe. Portanto, Cristiano se encontrava altamente despreparado ao assumir o trono aos 16 anos de idade em 1766, quando seu pai alcoólatra o rei Frederico V, morreu precocemente.

## Reinado

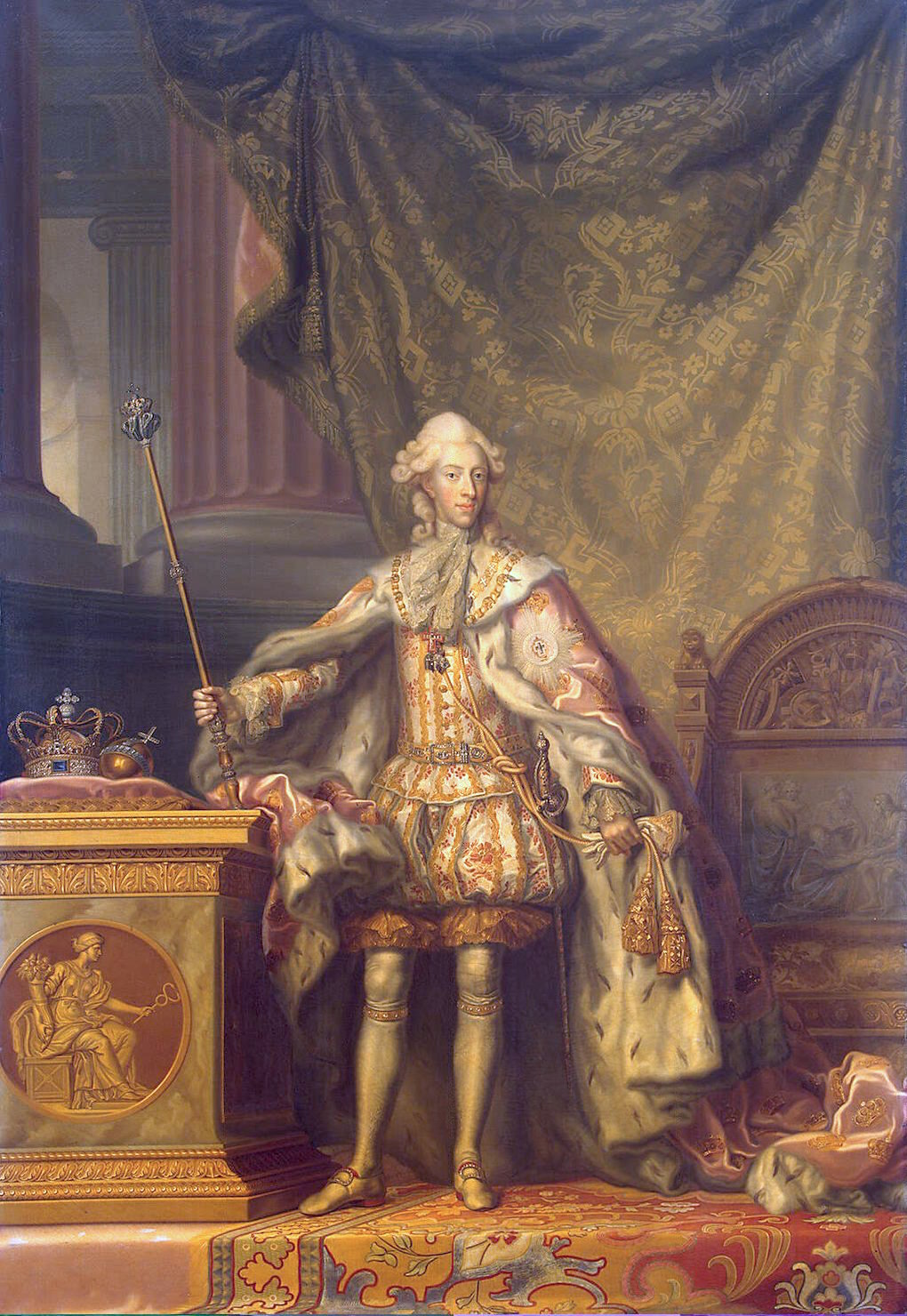
Cristiano por Peder Als, c. 1776-79.

O jovem rei estava prometido a sua prima de quinze anos a princesa britânica Carolina Matilda, irmã do rei Jorge III do Reino Unido, que estava ansioso com o casamento, porém não plenamente consciente de que o noivo era mentalmente doente. O casamento dinástico foi realizado no palácio real de Christiansborg em 8 de novembro de 1766, no mesmo ano em que o noivo foi coroado.
Após seu casamento, ele abandonou-se aos piores excessos, especialmente promiscuidade sexual. Ele desprezava Carolina-Matilda tendo declarado publicamente que ele não poderia amá-la, por ser "fora de moda amar a própria esposa."
Cristiano VII tinha birras violentas e participava de passeios atribuídos à vandalismo e tumultos à noite em Copenhague, na companhia de prostitutas tais como a cortesã Støvlet-Cathrine. Sintomas durante este período incluíram a paranoia, a automutilação e alucinações.
De 1768 a 1769 Cristiano esteve em uma viagem ao exterior onde visitou estados do Sacro Império Romano-Germânico (atual Alemanha), a Holanda, a Inglaterra e a França. Onde se apresentou nas cortes estrangeiras de forma impecável, provavelmente sob a influência de Johann Friedrich Struensee, médico que, eventualmente, tomou poder sobre ele e logo se tornou amante da rainha em Copenhague onde foi nomeado Livmedikus hos Christian VII (ou médico pessoal do rei), e introduzido como conde feudal na nobreza dinamarquesa. Struensee era protégé de um grupo de aristocratas do Iluminismo, rejeitados da corte copenhaguense, e ganhou a amizade do rei ao ter restaurado a sua saúde durante uma visita a região de Eslésvico-Holsácia.
Cristiano era um homem que sofria de doença mental, e de acordo com a psiquiatria moderna talvez fosse esquizofrenia. Sua loucura nunca foi oficialmente reconhecida.
Por isso, aqueles que tinham interesses ao seu redor mantinham a ilusão de que o rei governava pessoalmente. Qualquer documento havia portanto, ter de portar a assinatura do rei para ser válido. Porém a verdade era que o poder estava com aqueles que tinham acesso direto ao rei, e por esse motivo poderiam fornecer-lhe documentos a serem assinados, primeiro Struensee que mantinha um caso com a rainha que ocasionou o nascimento de Luísa Augusta, nascida a 7 de junho de 1771, rumores na corte indicavam que ela seria filha de Struensee, já que o rei não havia visitado os aposentos da rainha durante o período passado no palácio de veraneio de Hirschholm que a concebeu-a, além disso suas semelhanças com o médico reforçavam o fato. Por esse motivo o conselho dinamarquês em uma astuta estratégia a casaria mais tarde com o duque de Augustenborg, um príncipe de sangue real e de uma longa linhagem de sangue nobre dinamarquês. Em 1772 uma conspiração orquestrada pela rainha-viúva Juliana-Maria, levou à queda e a execução de Struensee e a deportação da rainha Carolina-Matilda sob a acusação de lesa-majestade, após isso o poder esteve nas mãos do hábil político Ove Hoegh-Guldberg e Juliana-Maria, representando seu filho o herdeiro-presuntivo Frederico. Finalmente, em 14 de abril de 1784, o filho do rei com Carolina-Matilda, foi declarado de maioridade legal, e em um golpe de estado, assumiu a regência de seu meio-tio. Ele continuou como regente da Dinamarca, sob o nome de seu pai até a morte de Cristiano em 1808, quando foi coroado rei Frederico VI. 

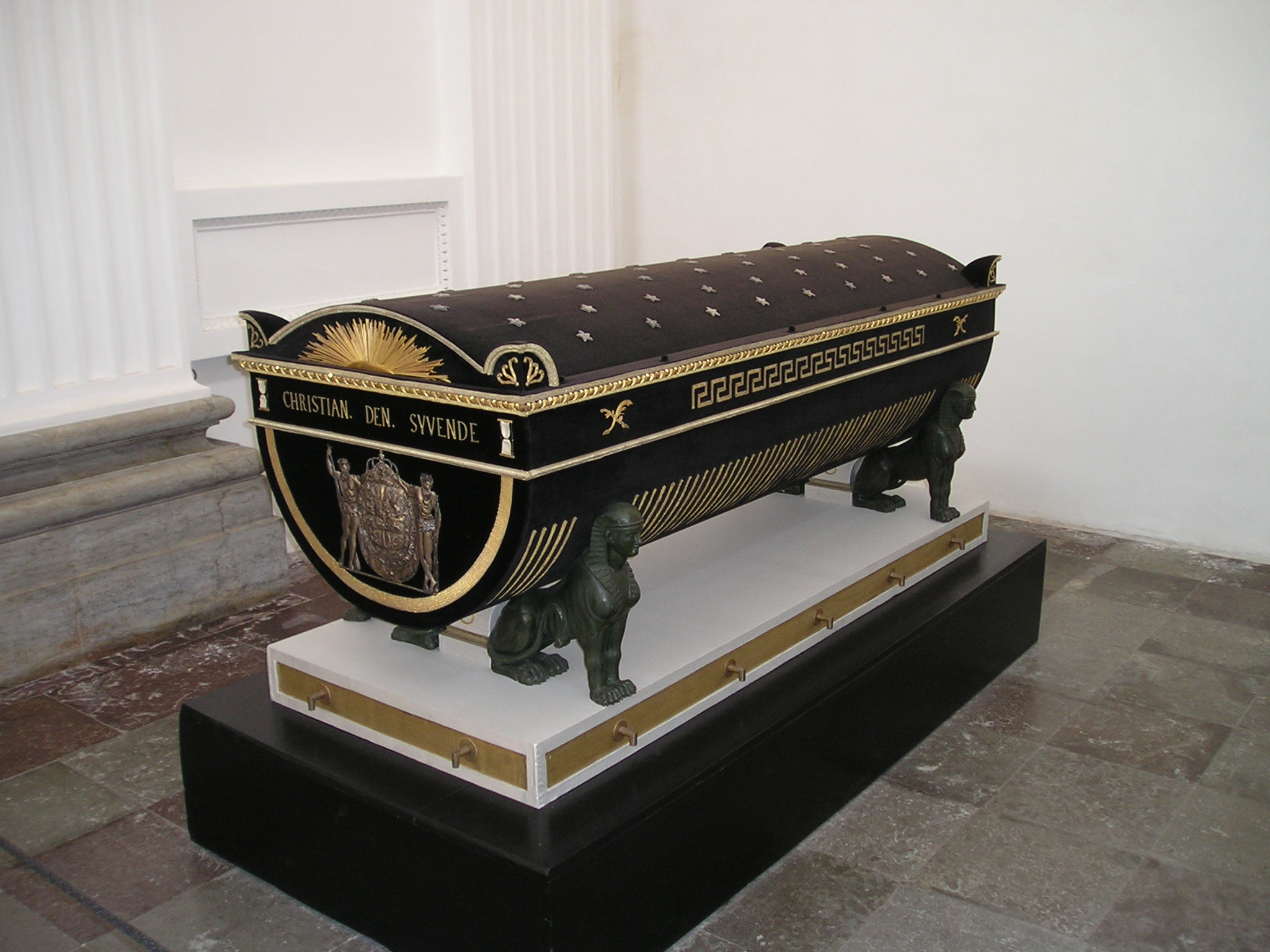
O sarcófago de Cristiano, na catedral de Roskilde.

### Morte
Cristiano morreu aos 59 anos de um acidente vascular cerebral em 13 de março de 1808 em Rendesburgo, Eslésvico-Holsácia. Rumores dizem que o rei teria se assustado ao vê-auxiliares espanhóis, que ele alegou serem hostis, mas o historiador contemporâneo Ulrik Langen, em sua biografia do rei, não indicou nenhum fato concreto que houve qualquer causa externa.
Cristiano VII foi enterrado na catedral de Roskilde.

### Legado
Cristiano VII, a história de seu casamento, e o caso extraconjugal de sua esposa com Struensee tem destaque em muitos exemplos de representações artísticas:
O Amante da Rainha (dinamarquês: En Kongelig Affære) - uma película de 2012 nomeada a melhor filme estrangeiro na octogésima quinta edição do Óscar em que o rei Cristiano é interpretado por Mikkel Følsgaard. Além de Caroline Mathilde - de 1991-balé em dois atos encenado pelo Balé Real Dinamarquês e coreografado por Flemming Flindt com música de Sir Peter Maxwell Davies. Esses dois sendo os exemplos mais populares entre o grande público.
Em 1769, Cristiano VII contribuirá também para ciência quando convidou o astrônomo húngaro Miksa Hell à Vardø, na Noruega. Ele observou a tramitação de Vênus, e seus cálculos da distância entre a Terra e o Sol foram os mais precisos até aquele momento (cerca de 151 000 mil quilômetros).

## Nobiliarquia & Tratamentos
- 29 de Janeiro 1749 – 14 de Janeiro de 1766: "Sua Alteza Real, o Príncipe Herdeiro"
- 14 de Janeiro 1766 – 13 de Março de 1808: "Sua Majestade, o Rei"